# Meininger Hotels
Meininger Hotels ist ein Hotelunternehmen mit Sitz in Berlin. Die Gruppe betreibt 36 Hybrid-Hotels in 26 Städten Europas (Stand 2024). Nachdem Meininger Hotels zwischenzeitlich Teil des indischen Touristikkonzerns Cox & Kings Limited war, wird das Unternehmen derzeit durch die US-amerikanische Finanzinvestorin Ares Management Corporation kontrolliert.

## Geschichte
Meininger Hotels geht auf ein 1999 von drei Geschäftspartnern in der Meininger Straße 10 in Berlin-Schöneberg eröffnetes Hostel zurück, das namensgebend für die spätere Budget-Hotel-Kette wurde. Ursprünglich auf das Angebot für Klassenfahrten nach Berlin fokussiert, expandierte das Unternehmen nach der Gründung rasch und eröffnete in weniger als zehn Jahren sechzehn Filialen in neun europäischen Städten. Die Branchenseite Hotelier.de ging 2014 davon aus, dass die Meininger Gruppe ihren Umsatz bis dahin mindestens alle zwei Jahre nahezu verdoppeln konnte.
Im November 2010 erwarb die PGL Travel Limited, eine Tochter der britischen Touristikgruppe Holidaybreak Limited, von den Gründern die Hälfte der Anteile; ebenso wurde eine Option zum Erwerb der verbleibenden Anteile vereinbart. Holidaybreak Limited wurde 2011 selbst von der indischen Cox & Kings Limited übernommen und erwarb im April 2012 weitere 24 Prozent der Meininger-Anteile. Im Februar 2013 wurde schließlich die vollständige Übernahme vollzogen. Als Folge der Insolvenz der Cox & Kings Limited wurde 2020 die Liquidation der britischen Tochtergesellschaften eingeleitet, über die die Mehrheit an der Holidaybreak Limited und damit an Meininger Hotels gehalten wurde. Seither werden Meininger Hotels von der Ares Management Corporation kontrolliert, die sich 2017 als Minderheitsgesellschafterin an der Holidaybreak Limited beteiligt hatte.

## Konzept
Das Hybrid-Konzept der Meininger Hotels hat das Ziel, den Service und Komfort eines internationalen Budgethotels zu kombinieren mit einer für Hotels außergewöhnlichen Ausstattung, wie z. B. einer Gästeküche und Game Zone. Die Zimmer reichen von Doppelzimmern über private Mehrbettzimmer bis hin zum Bett im geteilten Schlafsaal. Meininger betreibt derzeit 36 Hybrid-Hotels in Europa mit insgesamt an die 5.600 Zimmern und etwa 19.800 Betten in 26 europäischen Städten wie Kraków, Köln, Amsterdam, Berlin, Kopenhagen, Mailand, Paris, Rom und Wien.
Mit dem Konzept sollen unterschiedliche Zielgruppen wie Schulklassen, Familien, Individual- und Geschäftsreisende, gleichermaßen angesprochen werden.

## Auszeichnungen
Die Hotelgruppe Meininger Hotels wurde von dem „die Besten für Familien“-Ranking von Service Value und Bild am Sonntag als besonders familienfreundlich ausgezeichnet.
Das Leipziger Meininger Hotel erhielt den German Design Award 2019 in der Kategorie „Special“. In der Jurybegründung heißt es: „Das Konzept der bewohnbaren Installation wurde kreativ und auf gestalterisch hohem Niveau realisiert. Eine tolle Arbeit, die dem Anspruch an Qualität und Originalität gerecht wird.“
Die Meininger Hotel Gruppe wurde im Oktober 2017 mit dem „Global Youth Travel“ Preis in der Kategorie „Best Youth Travel Accommodation 2017“ ausgezeichnet. Die Global Youth Travel Awards (GYTAs) zeichnen jährlich herausragende Marktperformer in der Jugend-, Studenten- und Bildungsreisebranche aus. Dabei entscheiden die Verbraucher selbst über den Gewinner.

## Geschäftszahlen
Im Geschäftsjahr 2022/23 konnte eine durchschnittliche Zimmerauslastung von 76 Prozent erreicht werden, im Geschäftsjahr 2023/2024 81 Prozent. Der Umsatz der Hotelgruppe belief sich im Geschäftsjahr 2022/23 auf 195 Millionen Euro.

## Hotelübersicht
| Land        | Ort            | Hotelname                           | Eröffnung  | Zimmer |
| ----------- | -------------- | ----------------------------------- | ---------- | ------ |
| Deutschland | München        | München Zentrum                     | 2004-09    | 94     |
| Deutschland | Berlin         | Berlin Alexanderplatz               | 2008-04    | 90     |
| Deutschland | Hamburg        | Hamburg City Center                 | 2009-04    | 116    |
| Österreich  | Salzburg       | Salzburg City Center                | 2011-05    | 101    |
| Deutschland | Berlin         | Hauptbahnhof                        | 2009-10    | 296    |
| Deutschland | Berlin         | Berlin-Mitte „Humboldthaus“         | 2011-08    | 118    |
| Österreich  | Wien           | Wien Downtown „Franz“               | 2011-10    | 131    |
| Österreich  | Wien           | Wien Downtown „Sissi“               | 2011-11    | 102    |
| Deutschland | Berlin         | Berlin Flughafen                    | 2012-04    | 156    |
| Niederlande | Amsterdam      | Amsterdam City West                 | 2012-06    | 321    |
| Belgien     | Brüssel        | Bruxelles City Center               | 2013-05    | 150    |
| Dänemark    | Kopenhagen     | Urban House Copenhagen by MEININGER | 2017-01    | 218    |
| Deutschland | Leipzig        | Leipzig Hauptbahnhof                | 2017-04    | 126    |
| Deutschland | Berlin         | Berlin East Side Gallery            | 2017-12    | 245    |
| Italien     | Mailand        | Milano Garibaldi                    | 2017-12    | 80     |
| Niederlande | Amsterdam      | Amsterdam Amstel                    | 2018-03    | 184    |
| Italien     | Rom            | Roma Termini                        | 2018-05    | 118    |
| Italien     | Mailand        | Milano Lambrate                     | 2018-07    | 131    |
| Deutschland | Berlin         | Berlin-Tiergarten                   | 2018-09    | 238    |
| Ungarn      | Budapest       | Budapest Great Market Hall          | 2019-03    | 184    |
| Deutschland | München        | München Olympiapark                 | 2019-03    | 172    |
| Deutschland | Heidelberg     | Heidelberg Hauptbahnhof             | 2019-07    | 100    |
| Belgien     | Brüssel        | Bruxelles Gare du Midi              | 2019-08    | 150    |
| Frankreich  | Paris          | Porte de Vincennes                  | 2019-10    | 249    |
| Frankreich  | Lyon           | Centre Berthelot                    | 2019-11    | 169    |
| Schweiz     | Zürich         | Greencity                           | 2021-05    | 174    |
| Frankreich  | Bordeaux       | Gare Saint-Jean                     | 2021-05    | 162    |
| Schweiz     | Genf           | Genève Centre Charmilles            | 2021-06    | 104    |
| Österreich  | Innsbruck      | Innsbruck Zentrum                   | 2021-10    | 74     |
| Frankreich  | Marseille      | Marseille Centre La Joliette        | 2022-01    | 194    |
| Deutschland | Frankfurt/Main | Frankfurt/Main Flughafen            | 2012-01    | 168    |
| Deutschland | Bremen         | Bremen Hauptbahnhof                 | 2022-05    | 126    |
| Deutschland | Dresden        | Dresden Zentrum                     | 2022-09    | 173    |
| Italien     | Venedig        | Venezia Mestre                      | 2023-02    | 112    |
| Deutschland | Köln           | Köln West                           | 2023-07    | 209    |
| Polen       | Krakau         | Kraków                              | 2023-12    | 135    |
| Israel      | Tel Aviv       | Tel Aviv                            | in Planung |        |
| Schottland  | Edinburgh      | Edinburgh                           | in Planung |        |
| Spanien     | Barcelona      | Barcelona                           | in Planung |        |

Angaben gemäß Unternehmenswebsite, Stand Juni 2024.

## Berichte über Anstrengungen zur Steuervermeidung nach Übernahme durch Cox & Kings Limited
Nach Berichten von BBC, NDR und Süddeutscher Zeitung, die im Jahr 2017 auf Grundlage von Recherchen zu den Paradise Papers erschienen, wurden nach der Übernahme der Holidaybreak Limited durch die Cox & Kings Limited Umstrukturierungen innerhalb des Konzerns vorgenommen, mit denen unter Ausnutzung der steuerrechtlichen Situation auf der Isle of Man und im Vereinigten Königreich die Gesamtsteuerlast im Hinblick auf die Meininger Hotels deutlich verringert werden sollte.
Tatsächlich wurde im Jahr 2014 eine Meininger Finance Company Limited als Tochtergesellschaft der Holidaybreak Limited in Douglas registriert. Im Zuge der Berichterstattung wurde der Vorwurf erhoben, dass zum Zwecke der Steuervermeidung auf Empfehlung von Deloitte und unter Beteiligung der Kanzlei Appleby eine Konstruktion geschaffen worden sei, die nur formal das Ziel verfolgt habe, Meininger Hotels organisatorisch von der Reisesparte der Holidaybreak Limited zu trennen. In Wirklichkeit sei es bei der Umstrukturierung darum gegangen, Gewinne der deutschen Meininger-Gesellschaften zur Ausnutzung einer seit 2013 im britischen Steuerrecht geltenden vergünstigten Besteuerung von Erträgen ausländischer Konzerngesellschaften (controlled foreign companies (CFC)) aus bestimmten konzerninternen Finanzierungen über die Isle of Man ins Vereinigte Königreich zu verlagern. Dieses Ziel sei dadurch erreicht worden, dass die Meininger Finance Company Limited als CFC der Holidaybreak Limited der operativ tätigen deutschen GmbH ein Darlehen gewährt habe, durch dessen Zinslast der steuerliche Gewinn in Deutschland deutlich reduziert worden sei. Die von der Meininger Finance Company Limited aus den Zinseinnahmen erzielte Gewinn sei wiederum auf der Isle of Man steuerfrei gewesen und an die englische Muttergesellschaft ausgeschüttet worden; dort habe er mit einem Steuersatz von lediglich 5,25 Prozent versteuert werden müssen, während die Steuerlast in Deutschland bei ca. 30 Prozent gelegen hätte. Da eine der Voraussetzungen der britischen Steuervergünstigung war, dass die CFC im Aufnahmeland über Räumlichkeiten verfügte, von denen aus der überwiegende Teil der Geschäftstätigkeit der CFC ausgeübt wurde, sei an der Anschrift von Appleby in Douglas eigens ein Kellerraum angemietet worden, in dem formal auch die regelmäßigen Direktorensitzungen stattfinden sollten. Das Modell wurde spätestens mit der Löschung der Meininger Finance Company Limited im Dezember 2019 wieder beendet.
Die britische Parlamentsabgeordnete Margaret Hodge (Labour) kritisierte im Zuge der Veröffentlichungen der BBC die der Konstruktion zugrundeliegende Ausnahme von der vollen Besteuerung der Erträge der CFC im Vereinigten Königreich, die in der beschriebenen Form zwischen 2013 und 2018 galt, als Indiz dafür, dass die im Jahr 2013 amtierende Koalitionsregierung aus Konservativen und Liberaldemokraten bewusst Regelungen geschaffen habe, die multinationalen Konzernen die Steuervermeidung ermögliche. Die Europäische Kommission hat im Jahr 2019 festgestellt, dass es sich bei den betreffenden Steuervergünstigungen um eine wettbewerbsrechtlich verbotene Beihilfe des Vereinigten Königreichs an die betroffenen Unternehmen gehandelt hat, die von den Unternehmen zurückzufordern ist. Hiergegen erhoben das Vereinigte Königreich und die betroffene ITV plc Klage zum Gericht der Europäischen Union, das die Klage im Jahr 2022 abwies. Das Rechtsmittel des Vereinigten Königreichs gegen das erstinstanzliche Urteil ist derzeit beim Europäischen Gerichtshof anhängig.